# Tió de la Freita
El Tió de la Freita és el títol d'un conte escrit per Albert Galindo Mallol. Aquest conte inventa la llegenda segons la qual els minairons, per Nadal, treballen a l'interior del tió per fer joguines i gormanderies a petits i grans. El Tió de la Freita és l'imaginari en el qual es basa des de l'any 2004 el Món Màgic de les Muntanyes, que és el festival que agrupa les activitats durant les festes de Nadal a la Seu d'Urgell.
El Tió de la Freita reuneix elements tradicionals de la cultura pirinenca, com els minairons, el “Peirot” i el tió de Nadal, però afegeix elements nous com els escrofus, que són l'exèrcit del Peirot, i la vinculació dels minairons amb el “tió”.
Pilar Planavila va escriure una cantata infantil basada en el conte i el 26 d'abril de 2015, juntament amb Ivan Caro, van dirigir a la Seu “La cantata dels minairons de la Freita”, un projecte social amb participació d'alumnes de primària de la comarca de l'Alt Urgell i altres entitats.
Des de l'any 2019, existeix una versió teatral del mateix conte, escrita per Agustí Franch Reche, amb el títol “El rescat dels Minairons”. El dia 21 de desembre de 2019 es va fer la primera representació d'aquesta obra dirigida per Joel Pla i Dasha Lavrinienko.
La primera aparició del conte va ser a una edició de Cruïlla, l'any 2009, sota el títol “La Seu d'Urgell”, formant part de la col·lecció Pictogrames. L'any 2017 Editorial Salòria va editar “El tió de la Freita” acompanyat d'un disc amb música i lletra de Pilar Planavila. Totes dues edicions amb text d'Albert Galindo Mallol i il·lustracions de Laura Pal Ordeig.